# Volter Berli Grifin
Volter Berli Grifin (engl. Walter Burley Griffin; 24. novembar 1876 — 11. februar 1937) bio je američki građevinski i pejzažni arhitekta. On je poznat je po dizajniranju Kanbere, glavnog grada Australije. Njemu se takođe pridaju zasluge za razvoj tlocrta u obliku slova L, nadstrešnica za kola i inovativnu upotrebu armiranog betona.
Grifin je pod uticajem Prerijske škole sa sedištem u Čikagu razvio jedinstven moderni stil. On je radio u partnerstvu sa suprugom Marion Mahoni Grifin. Tokom 28 godina oni su dizajnirali preko 350 zgrada, pejzažnih i urbanističkih projekata, kao i projektovali građevinske materijale, interijere, nameštaj i druge predmete za domaćinstvo.

## Glavni Radovi

### Indija
- Biblioteka Univerziteta u Laknau, u gradu Laknau u državi Utar Pradeš u Indiji
- Kuća Dr Batije koja još uvek postoji u gradu Laknau u državi Utar Pradeš u Indiji

### Sjedinjene Države
- G.B. Kulijeve kuća, 1908 Saut Grand St., Monro (Luizijana)
- Remodelovanje kuće Alfreda V. Heberta, 1902, Evanston (Ilinois)
- V.H. Emerijeva kuća, 1903, Elmherst (Ilinois)
- Adolf Milerova kuća, 1906
- Džon Dikinsonova kuća, 10034 Cinega ulica, Holister (Kalifornija) 1906
- Meri H. Bovi apartman, 1907
- Džon Golerova kuća, 1908, Čikago (Ilinois)
- Vilijam S. Ortova kuća, 1908, Vinetka (Ilinois)
- Edmund C. Garitijeva kuća, 1909
- Ralf Grifinova kuća, 1909, Edvardsvil (Ilinois)
- Edmund C. Garitijeva kuća, 1712 V. 104. plejs, Čikago (Ilinois), 1909
- Vilijam B. Sloanova kuća, 1910
- Frank N. Olmstedova kuća, 1624 V. 100. plejs, Čikago (Ilinois), 1910
- Hari N. Tolsova kuća, 10561 S. Longwood drajv, Čikago (Ilinois), 1911
- Hari G. Van Nostrandova kuća, 1666 W. Grifin plejs, Čikago (Ilinois), 1911
- Rasel L. Blantova kuća I, 1724 W. Grifin plejs, Čikago (Ilinois), 1911
- Bendžamin Dž. i Mejbl T. Rakkerova kuća, Grinel (Ajova), 1911-1912
- Džošua Melsonova kuća, 1912, Mejson Siti (Ajova)
- Rasel L. Blantova kuća II, 1950 V. 102. ulica, Čikago (Ilinois), 1912–1913
- Dženkinsonova kuća, 1727 V. Grifin plejs, Čikago (Ilinois), 1912–1913
- Volter D. Salmonova kuća, 1736 V. Grifin plejs, Čikago (Ilinois), 1912–1913
- Njulandova kuča, 1737 V. Grifin plejs, Čikago (Ilinois), 1913
- Ajda E. Vilijamsova kuća, 1632 V. Grifin plejs, Čikago (Ilinois) (bazirano na Von Nostrandovim planovima, izgrađeno pod Blantom), 1913
- Vilijam R. Hornbejkerova kuća, 1710 V. Grifin plejs, Čikago (Ilinois), (bazirano na Von Nostrandovim planovima, izgrađeno pod Blantom), 1914
- Džejms Frederik Klarkova kuća, 1731 V. Grifin plejs, Čikago (Ilinois), (bazirano na Von Nostrandovim planovima, izgrađeno pod Blantom), 1913
- Hari K. Fernova kuća, 1741 V. Grifin plejs, Čikago (Ilinois), (bazirano na planovima za Salmonovu kuću, izgrađeno pod Blantom), 1913
- Džejms Blajtova kuća, Mejson Siti (Ajova)
- Stinsonova memorijalna biblioteka, Ana (Ilinois)

### Australija
- Kanbera plan, 1914–1920
- Liton, plan grada, 1914
- Grifit, plan grada, 1914
- Iglmont, plan grada, 1915
- Pariz teatar, Sidnej, 1915 (srušeno 1981)
- Njumanov koledž, Univerzitet u Melburnu, 1916–1918
- Kafe Australija, Melburn, 1916
- Kapitol teatar, Melburn 1924
- Plesna palata, Sv. Kilda 1925 (uništeno u požaru)
- Leonardova kuća, Elizabet ulica Melburn 1925 (srušeno)
- Kaslkrag, plan predgrađa, 1925
- Fišvik haus, kompletirano 1929[4]
- Kasl kouv, plan predgraća, 1930
- Vilobi peć, kompletirano 1932[5]
- Dankan haus (Kaslkreg), kompletirano 1934[6]
- Erik Praten haus, u Pimbl, Sidnej, kompletirano 1936[7]
- Hindmaršova peć, Južna Australija, kompletirano 1936[8]
- Pirmontova peć, kompletirana 1936 (srušeno 1992)
- Tebartonova peć, Južna Australija, kompletirano 1937[9]
- Volter Berli Grifinova peć, Ipsvič, kompletirano 1992[10]

## Galerija
- Njumanov koledž, Melburn
- Njumanov koledž: unutrašnjost trpezarije
- Kapitol teatar, Melburn
- Grob generala Bridžsa u Kamberi
- Krematorijum u predgrađu Bromptona u Južnoj Austrailiji, poznata pod imenom susednog predgrađa, Hindmarša
- Krematorijum u predgrađu Tebartona u Južnoj Australiji
- Erik Praten haus, takođe zvana Kopins, u Pimblu, Sidnej

## Literatura
- Griffin, Marion Mahony; Griffin, Walter Burley (1998). Beyond Architecture: Marion Mahony and Walter Burley Griffin: America, Australia, India. University of Illinois Press. ISBN 978-1-86317-068-0. OCLC 40398084.
- Solomonson, Katherine (2003). The Chicago Tribune Tower Competition: Skyscraper Design and Cultural Change in the 1920s. University of Chicago Press. ISBN 978-0-226-76800-7.
- Birrell, James. (1964). Walter Burley Griffin. University of Queensland Press.
- Gebhard, David & Gerald Mansheim (1993). Buildings of Iowa. New York: Oxford University Press. ISBN 978-0-19-506148-2.
- Gebhard, David (1991). „The Suburban House and the Automobile.”. The Car and the City: The Automobile, the Built Environment and Daily Urban Life. Ann Arbor: University of Michigan Press. стр. 106, 123.
- Kruty, Paul. (2000). „Griffin, Walter Burley”. American National Biography Online. Oxford University Press.
- MacMahon, Bill (2001). The Architecture of East Australia. Edition Axel Menges. ISBN 3-930698-90-0.
- Mason City Iowa, An Architectural Heritage, Department of Community Development, City of Mason, Iowa, 1977
- Maldre, Mati; Paul Kruty. Walter Burley Griffin in America. University of Illinois Press.. Urbana, 1996
- McGregor, Alasdair, 'Grand Obsessions: The life and work of Walter Burley Griffin and Marion Mahony Griffin, Penguin/Lantern, Camberwell, Victoria, 2009
- Walker, M., Kabos, A. and Weirick, J. (1994) Building for nature: Walter Burley Griffin and Castlecrag, Castlecrag, N.S.W. . Walter Burley Griffin Society. ISBN 0-646-18133-5. Недостаје или је празан параметар |title= (помоћ)
- Wilson, Richard Guy; Sidney K. Robinson (1987). The Prairie School in Iowa. Iowa State University Press. ISBN 978-0-8138-0914-4.. Ames, 1977
- Brooks, H. Allen (1984). Frank Lloyd Wright and the Prairie School. ISBN 0-8076-1084-4.. Braziller (in association with the Cooper-Hewitt Museum), New York
- Brooks, H. Allen (2006). The Prairie School. New York: W.W. Norton. ISBN 0-393-73191-X.
- Brooks, H. Allen (editor) (1975). Prairie School Architecture: Studies from "The Western Architect". University of Toronto Press. ISBN 0-8020-2138-7., Toronto, Buffalo
- Brooks, H. Allen (1972). The Prairie School: Frank Lloyd Wright and his Midwest Contemporaries. University of Toronto Press. ISBN 0-8020-5251-7., Toronto
- Griffin, Dustin (editor) (2008). The Writings of Walter Burley Griffin. Cambridge University Press. ISBN 978-0-521-89713-6.. Cambridge University Press, Melbourne
- Townsend, Danielle, ур. (decembar 2008). „Walter Burley Griffin Lodge”. Australian Period Style. Universal Magazines (3): 80—85. ISSN 1441-5259.
- Page, Walter Hines; Page, Arthur Wilson (jul 1914). „The March of the Cities: A Young American Architect Building A New Capital For Australia”. The World's Work: A History of Our Time. XLIV (2): 351—352. Приступљено 4. 8. 2009.
- McGregor, Alasdair, 'Grand Obsessions: The life and work of Walter Burley Griffin and Marion Mahony Griffin', Penguin/Lantern, Camberwell, Victoria. 2009.  978-1-920989-38-5.
- Turnbull, J.; Navaretti, P., ур. (1998). The Griffins in Australia and India: the complete works of Walter Burley Griffin and Marion Mahony Griffin. Miegunyah Press. ISBN 0-5228-4830-3.. Miegunyah Press, Melbourne.

## Spoljašnje veze
- „Walter Burley Griffin Society (Australia)”.
- „Walter Burley Griffin and Marion Mahony Griffin architectural drawings, circa 1909-1937”. Архивирано на веб-сајту  (5. новембар 2021).Held by the Department of Drawings & Archives, Avery Architectural & Fine Arts Library, Columbia University.
- „The Griffin Legacy”., National Capital Authority
- Imagining Canberra in Chicago from the ABC
- „Reading the past in the Walter Burley Griffin Incinerator and Fishwick House at Willoughby, NSW”. (educational resources)
- Castlecrag Progress Association
- „Paris Theatre”. Dictionary of Sydney. Dictionary of Sydney Trust. 2008. Приступљено 11. 10. 2015.[CC-By-SA]
- Great Buildings Online: works of Walter Burley Griffin (includes links to W.H.Emery House, 1903; Ralph Griffin House, 1909; Adolph Mueller House, 1906; Joshua Melson House, 1912; and Stinson Memorial Library, 1913)
- Walter Burley Giffiin, The Prairie School of Architecture
- Stinson Memorial Public Library (includes history of Stinson Library construction)
- The Walter Burley Griffin Society of America
- Mary Mahoney Griffin's Manuscript, The Magic of America: Ryerson & Burnham Libraries: Archives Collection
- Volter Berli Grifin на веб-сајту  (језик: енглески)

Nacionalna biblioteka Australije:
- Eric Milton Nicholls collection
- Papers of Walter Burley Griffin and Marion Mahony collected by Eric Nicholls, 1900–1947
- The Donald Leslie Johnson collection of Walter and Marion Griffin documents, 1901–1988
- The work of Walter Burley Griffin and Marion Mahony Griffin in Melbourne, 1975 a collection of photographs by Wolfgang Sievers of works by Walter Burley Griffin and Marion Mahony Griffin taken in 1975

### Druge izložbe
- Walter Burley Griffin: in his own right, Public Broadcasting Service
- „An Ideal City? The 1912 Competition to Design Canberra”. an online exhibition developed by the National Archives of Australia, National Library of Australia and the National Capital Authority